# Paulaner Spezi

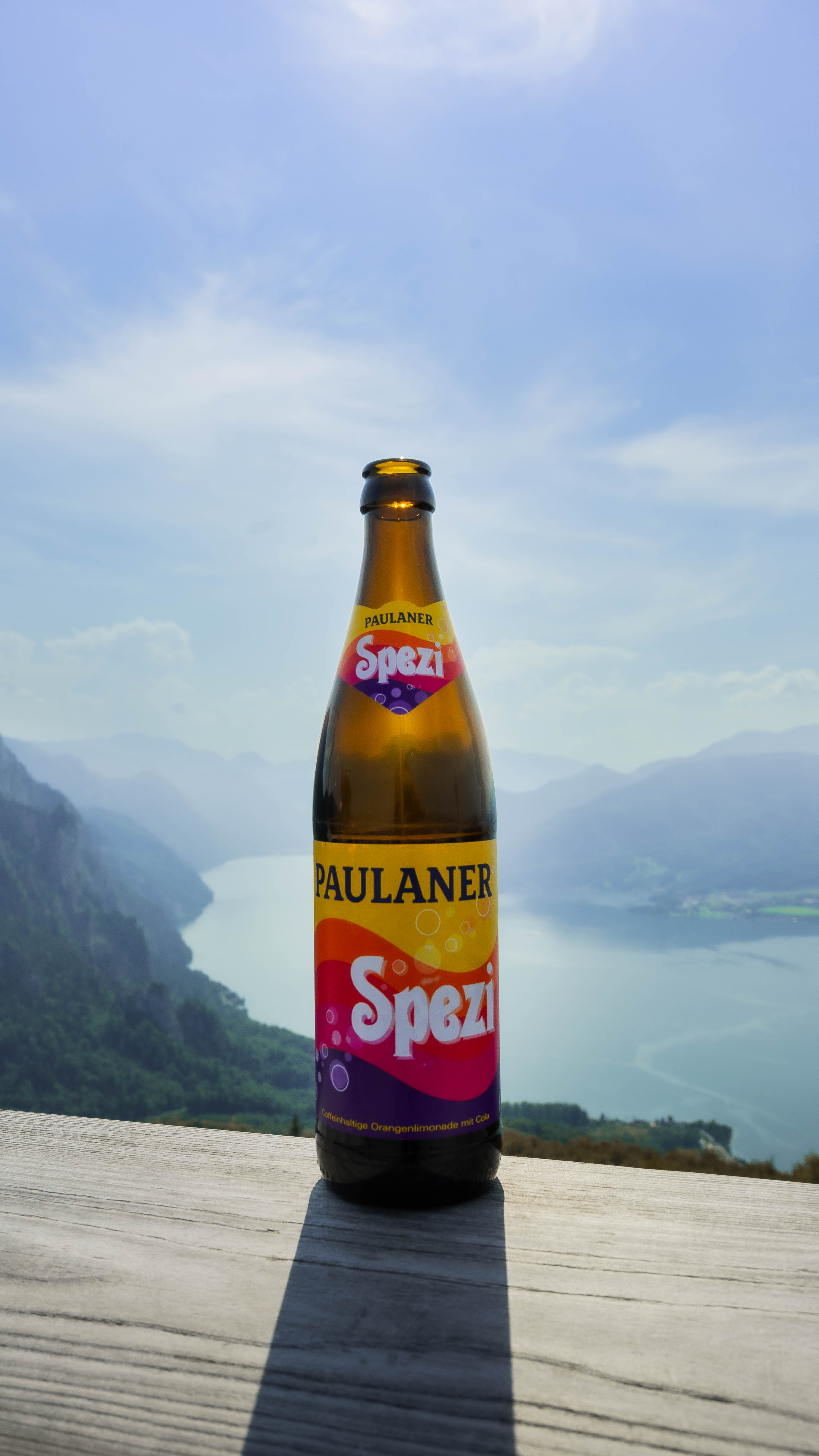
0,5l Paulaner Spezi

Paulaner Spezi ist ein koffeinhaltiges Erfrischungsgetränk auf Basis von Cola und Orangenlimonade, das von der Münchner Paulaner Brauerei vertrieben wird. Es gehört zu der Getränkekategorie Cola-Mix und ist insbesondere im süddeutschen Raum weit verbreitet. In Bayern ist Paulaner Spezi eine der bekanntesten und meistverkauften Varianten des Getränks.

## Entwicklung
Paulaner Spezi wurde am Anfang der 1970er-Jahre von der Münchner Paulaner Brauerei eingeführt. Grundlage dafür war ein Lizenzabkommen mit der Augsburger Brauerei Riegele, die seit 1956 die Markenrechte an dem Begriff „Spezi“ hielt. Mehrere Brauereien durften unter dem Namen „Spezi“ ein Cola-Orangenlimonaden-Getränk vertreiben. Paulaner zahlte 1974 einmalig 10.000 DM (nach heutiger Kaufkraft ca. 16.965 Euro) an Riegele für das Recht, unter dem Namen „Paulaner Spezi“ zu verkaufen und entwickelte daraus mit eigenem Rezept und eigenständigem Markenauftritt ein eigenständiges Produkt.
Während viele Lizenznehmer v. a. regional aktiv blieben, gelang es Paulaner, Paulaner Spezi zu einem der bekanntesten Cola-Mix-Getränke in Süddeutschland zu machen. Durch nationale Vermarktung, Fernsehwerbung und Merchandise wurde Paulaner Spezi zum Synonym für die Getränkekategorie – insbesondere in Bayern.
Bis zum Jahr 2022 hatte sich Paulaner Spezi zur umsatzstärksten Spezi-Marke entwickelt, mit einem Produktionsvolumen von rund 1.000.000 hl jährlich. Damit übertraf Paulaner auch das ursprüngliche „Original-Spezi“ von Riegele, das bei etwa 600.000 hl lag.
Im Geschäftsjahr 2023 nahm der Absatz um 30,8 Prozent zu.
Im Jahr 2024 sind zwei Millionen Hektoliter produziert worden – Paulaner ist Marktführer.

## Markenstreit
Paulaner konnte über die Jahre deutlich höhere Verkaufszahlen erzielen als die Augsburger Brauerei Riegele. Nach fast 50 Jahren Kooperation kündigte Riegele den Lizenzvertrag im Jahr 2022 mit der Begründung, die Zustände seien angesichts des kommerziellen Erfolgs von Paulaners Spezi nicht mehr angemessen.
Paulaner klagte daraufhin vor dem Landgericht München I auf Feststellung, dass die Kündigung unwirksam und der Lizenzvertrag weiterhin gültig sei. Riegele wiederum forderte eine Beteiligung an den Lizenzgebühren in Höhe von über fünf Millionen Euro. Die Kündigung wurde für unwirksam erklärt. Paulaner darf die Marke „Spezi“ somit weiterhin nutzen.

## Paulaner Spezi Zero
Seit Februar 2022 ist auch die zuckerfreie Version des Erfrischungsgetränks erhältlich.

## Paulaner Sunset
Zuvor war Paulaner Spezi exklusiv in Mitteleuropa erhältlich. Doch seit September 2024 ist das Getränk auch in den Vereinigten Staaten unter dem Namen „Sunset“ erhältlich. Die Marke ist seit August 2022 angemeldet. Das Getränk hat sich außer dem Branding nicht verändert. Sunset wurde erstmalig in Supermärkten der Kette Bristol Farms verkauft. Innerhalb nur weniger Monate wurde Sunset auf über 150 Restaurants und Geschäfte verteilt.
Parallel zur Einführung von Sunset wurde auch eine zuckerfreie Variante namens Sunset Zero eingeführt.
Aktuell ist Sunset ausschließlich in Kalifornien erhältlich.

## Weitere Vorfälle

### Krombacher
Das am Ende des Jahres 2022 vorgestellte Design der Krombacher Spezi ähnelte zunächst sehr stark dem Design von Paulaner. Das Design wurde zu Marktstart, am 8. Mai 2023, zu einem individuellen geändert.

### Karlsberg Brauerlimo
Das Ettiket der „Brauerlimo“, dem Cola-Mix-Getränk von Karlsberg, hatte große Ähnlichkeiten mit der „Fünf-Farben-Welle“ – dem Design von Paulaner, welches markenrechtlich geschützt ist. Karlsberg hatte seine Brauerlimo ebenfalls mit fünf Farben im Wellendesign gestaltet. Paulaner klagte vor dem Landgericht München I und gewann. Das Design der Brauerlimo wurde geändert.

### Berentzen
Auch Berentzen wurde von Paulaner verklagt, weil die farbliche Gestaltung des Ettikets seines Mischgetränks „Mio Mio“ zu große Ähnlichkeiten mit der Paulaner Spezi habe. Am 5. August 2025 entschied das Landgericht München I zugunsten von Paulaner, dass Berentzen sein Getränk Mio Mio nicht mehr mit dieser Farbgestaltung verkaufen darf, weil die Verwechslungsgefahr mit Paulaner Spezi zu groß sei. Das Urteil ist noch nicht rechtskräftig.